# Thymus origanoides
Thymus origanoides — вид рослин родини глухокропивові (Lamiaceae), ендемік Канарських островів.

## Опис
Рідкісний ендемік острова Лансароте. Характеризується тим, що це малий повзучий або виткий чагарник з квітами, які мають 10-ребристу чашечку й рожевий віночок з дуже короткою і прямою трубкою. Листки малі, прості, з не зубчастими краями.

## Поширення
Ендемік Канарських островів.